# Podomyrma grossestriata
Podomyrma grossestriata é uma espécie de formiga do gênero Podomyrma, pertencente à subfamília Myrmicinae.